# レクイエム (ベルリオーズ)

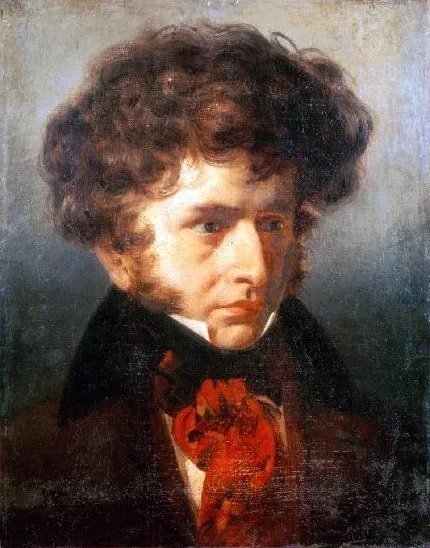
エミール・シニョル(Émile Signol)による若きベルリオーズ, （1832

レクイエム（Requiem ）、正式には死者のための大ミサ曲（Grande Messe des morts ）ト短調作品5は、エクトル・ベルリオーズの代表作の一つ。1837年に作曲された。伝統的なレクイエムのテクストに基づいて作曲されているが、4組のバンダを含む巨大な編成を用いていることで知られている。

## 作曲の経緯
このレクイエムの作曲の契機は、1837年3月末に受けた、フランス政府からの依頼である。7月革命の犠牲者、および1835年のルイ・フィリップ王暗殺未遂事件の犠牲者のための慰霊祭を同年7月28日に催すことが計画され、その際に演奏するレクイエムの作曲がベルリオーズに依頼されたのである。当時まだ若手（33歳）の作曲家であったベルリオーズにこのような政府の公式行事のための楽曲が依頼されたのは異例なことであり、これはベルリオーズに好意を寄せていた内務大臣アドリアン・ド・ガスパランの意向による（後に本作の献呈がこの人物になされた）。
ベルリオーズは慰霊祭まで短期間であったにもかかわらず、旧作の「荘厳ミサ曲」の一部を転用するなどして、6月29日には全曲を完成させた。しかし、この年の革命記念式典は規模が縮小され、上記日程にパリのアンヴァリッド（廃兵院）の礼拝堂で予定されていた『レクイエム』の演奏は中止された。
初演に向けて準備を進めていたベルリオーズは資金繰りで窮地に陥ったが、アルジェリアでの戦争で同年10月に戦死したフランスの将軍シャルル＝マリー・ドニ・ド・ダムレモンを初めとする将兵の追悼式典が行われるであろうことに目をつけ、その際に『レクイエム』が演奏されるよう手を尽くした。
こうして、同年12月5日に陸軍主催で行われたアンヴァリッドの礼拝堂での追悼式において、フランソワ・アブネックの指揮でベルリオーズの『レクイエム』は初演された。
出版は翌1838年にパリのシュレサンジェ社から行われた。のち、1852年に改訂が行われ、この改訂版は1853年にミラノのリコルディ社から出版された。さらに1867年にも改訂されている。

## 編成

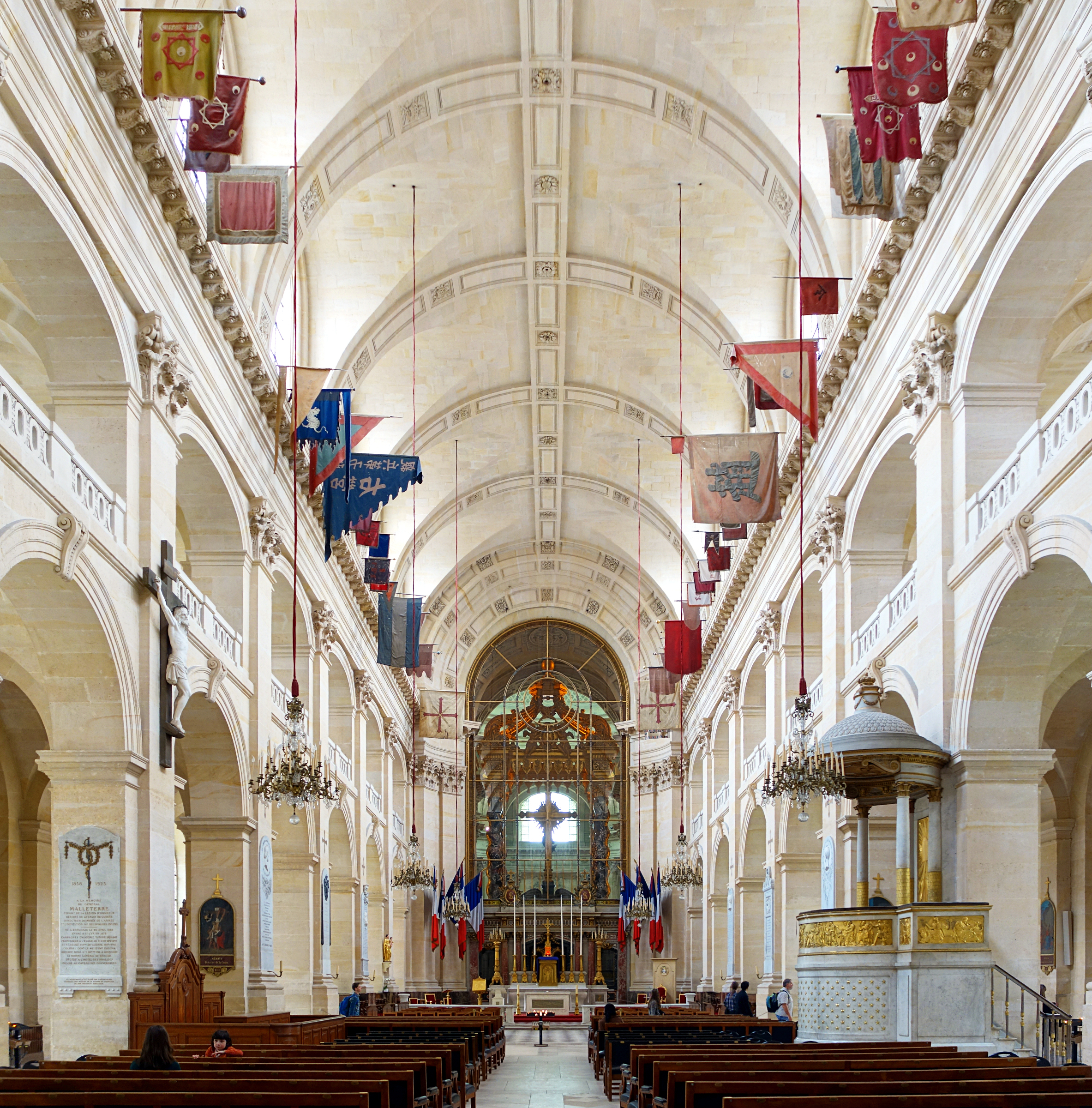
アンヴァリッドの内部

アンヴァリッド礼拝堂の空間を意識して、合唱や主となるオーケストラとは別に、金管楽器のバンダを四方に配している。
- テノール独唱
- 混声6部合唱 - ソプラノ2部（80人）、テノール2部（60人）、バス2部（60人）
- オーケストラ - フルート4、オーボエ2、コーラングレ2、クラリネット4、バスーン8、ホルン12、ティンパニ8対（奏者10人）、大太鼓2、タムタム4、シンバル10対、弦五部（最低で第1ヴァイオリン25、第2ヴァイオリン25、ヴィオラ20、チェロ20、コントラバス18）
- バンダ1 - コルネット4、トロンボーン4、チューバ2
- バンダ2 - トランペット4、トロンボーン4
- バンダ3 - トランペット4、トロンボーン4
- バンダ4 - トランペット4、トロンボーン4、オフィクレイド4[2]

曲の大半はソプラノ・テノール・バスの混声6部合唱とオーケストラ伴奏で演奏されるが、「サンクトゥス（聖なるかな）」の「ホザンナ」以外の部分にのみアルト合唱と独唱テノールが入る。また、バンダは「怒りの日」に続く「妙なるラッパ」（Tuba mirum）の部分と「涙の日」で使用される。それに対して「われを探し求め」は無伴奏であり、「賛美の生贄」においては弱音で奏されるバンダのトロンボーンと、フルートが伴奏を担う。このように、決して大管弦楽だけではなく各曲の編成の規模は多様で、しかもダイナミックレンジが広いのが特徴である。人数は相対的に記されており、場所が許せば合唱は2～3倍増、それに伴ってオーケストラも比例的に増やしたほうがよいが、合唱が700人、800人を超えるような時は、全員で歌うのは「怒りの日」、「妙なるラッパ」および「涙の日」だけとし、残りの楽章は400人程度で歌うことが提案されている。

## 楽曲構成

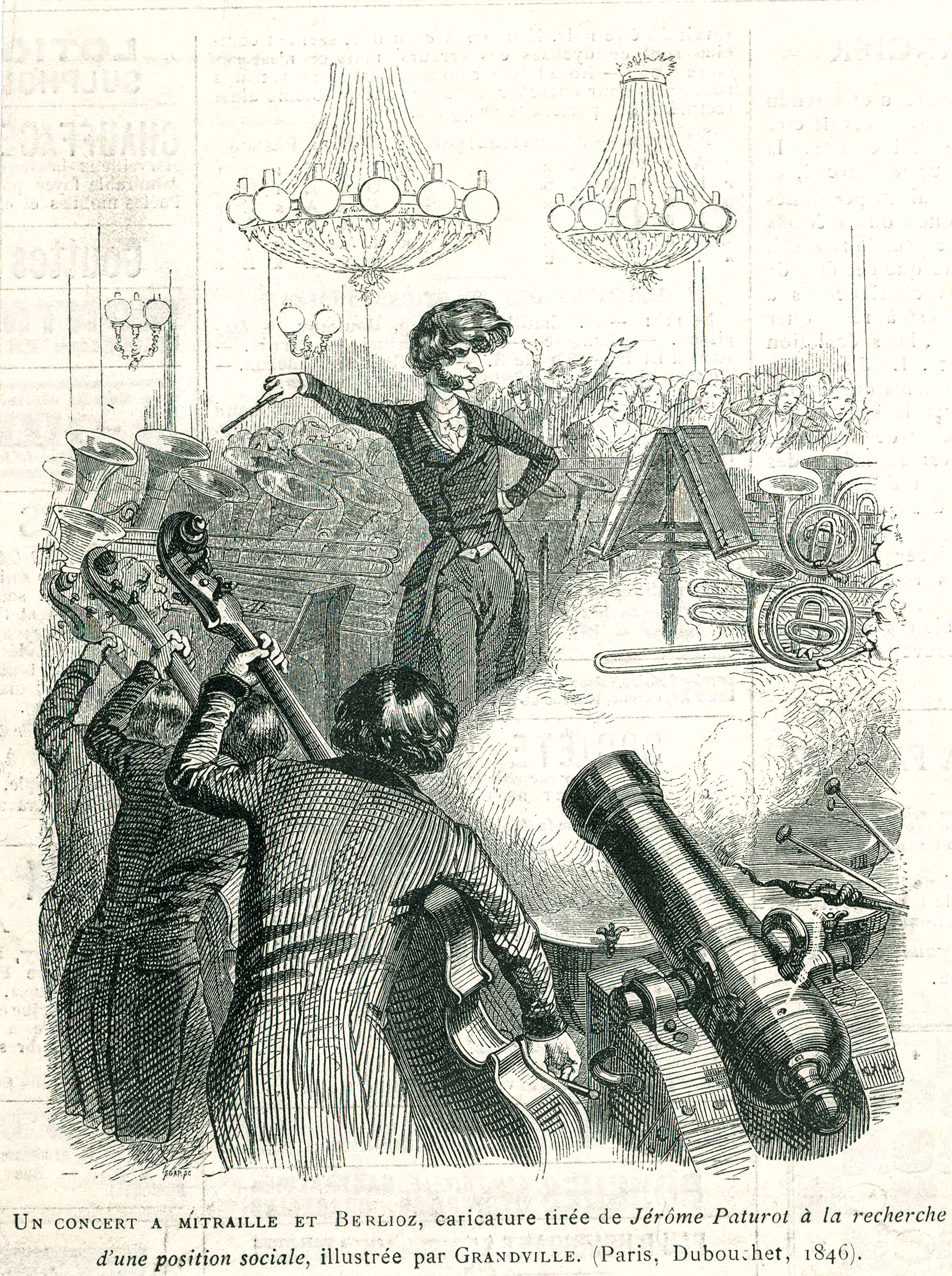
J・J・グランヴィルによるベルリオーズのコンサートのカリカチュア

テクストはレクイエム固有文に基づいている。ただし、「ベネディクトゥス」（Benedictus）が省略され、代わりに「サンクトゥス（聖なるかな）」が繰り返して演奏される。演奏時間は全曲で約1時間25分。
- 入祭唱とキリエ（Introit et Kyrie）：第２ヴァイオリンとヴィオラの上昇音型で始まり、管楽器が加わる。やがて、バスが「主よ、永遠の安息を」と歌いだす。
- 続唱（Séquence）
  - 怒りの日（Dies Irae）：チェロとコントラバスによって《怒りの日》の主題が奏される。ソプラノが歌いだし、やがて後半部の、最後の審判を告げる《妙なるラッパのひびき》へと続く。
  - そのとき憐れなるわれ（Quid sum miser）：合唱は男声のみとなり、オーケストラも限定された編成となる。《怒りの日》の動機が使われている。
  - 恐るべき御稜威の王（Rex tremendae）：バンダが活躍する。
  - われを探し求め（Quaerens me）：オーケストラは演奏せず、無伴奏の合唱が歌う。
  - 涙の日（Lacrymosa）：オーケストラの演奏のもと、合唱が「かの日こそ涙の日」とシンコペーションのリズムを伴う旋律を歌う。バンダが活躍する。
- 奉献唱（Offertoire）
  - 主イエス・キリストよ（Domine Jesu Christe）：最後はアーメンの祈りで終わる。
  - 賛美の生贄（Hostias）：弦合奏のあと、四部合唱が「賛美の生贄と祈り」と無伴奏で歌う。
- 聖なるかな（Sanctus）：テノール独唱が登場する。
- 神羊誦と聖体拝領唱（Agnus Dei et Communion）：バンダが活躍する。これまでに出てきた「賛美の生贄」と「入祭唱とキリエ」の一部分がもう一度用いられ、やがて、最後のアーメンが、弦のピチカート、管楽器、ティンパニの弱奏のもと繰り返され、静かに全曲を終える。

## 主な録音・録画
| 年   | テノール独唱                 | 指揮者 管弦楽団および合唱団 | レーベル                                    |
| ---- | ---------------------------- | --- | ------------------------------------------- |
| 1956 | レオポルド・シモノー         | ディミトリ・ミトロプーロス ウィーン・フィルハーモニー管弦楽団 ウィーン国立歌劇場合唱団                                               | CD: ORFEO DOR ASIN: B0000044XR              |
| 1958 | ジャン・ジロドー             | ヘルマン・シェルヘン パリ・オペラ座管弦楽団 フランス国立放送合唱団                                                                   | CD: Ades Records ASIN: B000004C7Q           |
| 1959 | レオポルド・シモノー         | シャルル・ミュンシュ ボストン交響楽団 ニュー・イングランド音楽院合唱団                                                               | CD: BMG ASIN: B000059O9U                    |
| 1964 | チェーザレ・ヴァレッティ     | ユージン・オーマンディ フィラデルフィア管弦楽団 テンプル大学コンサート合唱団                                                         | CD:SONY SBK62659                            |
| 1967 | ペーター・シュライアー       | シャルル・ミュンシュ バイエルン放送交響楽団 バイエルン放送合唱団                                                                     | CD: Deutsche Grammophon ASIN: B00005FJMT    |
| 1969 | ロナルド・ダウド             | コリン・デイヴィス ロンドン交響楽団 ロンドン交響楽合唱団                                                                             | CD: PHILIPS ASIN: B00000E34S                |
| 1975 | ステュアート・バロウズ       | レナード・バーンスタイン フランス国立管弦楽団 フランス放送フィルハーモニー管弦楽団 フランス放送合唱団                                | CD: SONY ASIN: B07DVGWHGM                   |
| 1975 | ロバート・ティアー           | ルイ・フレモー バーミンガム市交響楽団 バーミンガム市交響楽合唱団                                                                     | CD: EMI ASIN: B000024E0W                    |
| 1979 | プラシド・ドミンゴ           | ダニエル・バレンボイム パリ管弦楽団 パリ管弦楽団合唱団                                                                               | CD: Deutsche Grammophon ASIN: B000025MZG    |
| 1979 | ケネス・リーゲル             | ロリン・マゼール クリーヴランド管弦楽団 クリーヴランド管弦楽合唱団                                                                   | CD: DECCA ASIN: B000063XWJ                  |
| 1980 | ロバート・ティアー           | アンドレ・プレヴィン ロンドン・フィルハーモニー管弦楽団 ロンドン・フィルハーモニー合唱団                                             | CD: EMI ASIN: B07KZHLDLL                    |
| 1985 | ジョン･アラー                | ロバート・ショウ アトランタ交響楽団 アトランタ交響合唱団                                                                             | CD: Telarc ASIN: B000003CTJ                 |
| 1988 | キース・ルイス               | エリアフ・インバル フランクフルト放送交響楽団 ハンブルクNDR合唱団 ORFコンサート協会合唱団                                            | CD: デンオン ASIN: B00008BDCR               |
| 1989 | ルチアーノ・パヴァロッティ   | ジェイムズ・レヴァイン ベルリン・フィルハーモニー管弦楽団 エルンスト・ゼンフ合唱団                                                   | CD: Deutsche Grammophon ASIN: B000001GCV    |
| 1990 | ジャン･リュック･ヴィアラ     | アラン・ロンバール ボルドー・アキテーヌ管弦楽団 プラハ・フィルハーモニー合唱団 スロヴァキア・フィルハーモニー合唱団<                 | CD: Forlane ASIN: B00002573N                |
| 1993 | ヴィンソン・コール           | 小澤征爾 ボストン交響楽団 タングルウッド音楽祭合唱団                                                                                 | CD: BGM ASIN: B001DVZK64                    |
| 1994 | ヴィンソン・コール           | 小澤征爾 ボストン交響楽団 タングルウッド音楽祭合唱団                                                                                 | DVD: NHKエンタープライズ ASIN: B0092RHJKG   |
| 1994 | キース･イカイア=パーディ     | コリン・デイヴィス シュターツカペレ・ドレスデン ドレスデン国立歌劇場合唱団 ジンフォニーコール･ドレスデン ジングアカデミー･ドレスデン | CD: PROFIL MEDIEN ASIN: B000QCTFQM          |
| 1997 | ジョン・マーク・エインズリー | シャルル・デュトワ モントリオール交響楽団 モントリオール交響合唱団                                                                   | CD: DECCA ASIN: B00005FKSV                  |
| 2003 | トビー･スペンス              | ロジャー・ノリントン シュトゥットガルト放送交響楽団 SWRヴォーカル･アンサンブル･シュトゥットガルト ライプツィヒ放送合唱団             | CD: HANSSLER CLASSICS ASIN: B000F1HLTC      |
| 2003 | ジュゼッペ・サッバティーニ   | ベルトラン・ド・ビリー ウィーン放送交響楽団 ウィーン国立歌劇場合唱団 ウィーン・ジングアカデミー                                      | CD: Oehms ASIN: B000A32AX2                  |
| 2004 | フランク･ロパルド            | ロバート・スパーノ アトランタ交響楽団 アトランタ交響合唱団                                                                           | CD: Telarc ASIN: B0002M5T70                 |
| 2004 | ポール・グローヴス           | シルヴァン・カンブルラン バーデン＝バーデン・フライブルクSWR交響楽団 オイローパ・コール・アカデミー                                  | CD: Coda ASIN: B001M0K2M8                   |
| 2006 | キース・ルイス               | コリン・デイヴィス バイエルン放送交響楽団 バイエルン放送合唱団                                                                       | DVD: Arthaus Musik ASIN: B01I05O2R8         |
| 2012 | バリー・バンクス             | コリン・デイヴィス ロンドン交響楽団 ロンドン交響合唱団                                                                               | CD: LSO live ASIN: B00B2A3UPY               |
| 2017 | ケネス・ターヴァー           | リュドヴィク・モルロー シアトル交響楽団 シアトル・プロ・ムジカ シアトル交響合唱団                                                    | CD: Seattle Symphony Media ASIN: B07GW3QSPF |